# Streefkerk
Streefkerk est un village qui fait partie de la commune de Molenlanden dans la province néerlandaise de Hollande-Méridionale.
Streefkerk a été une commune indépendante jusqu'au 1er janvier 1986. Elle a fusionné avec Groot-Ammers, Nieuwpoort et Langerak pour former la nouvelle commune de Liesveld.

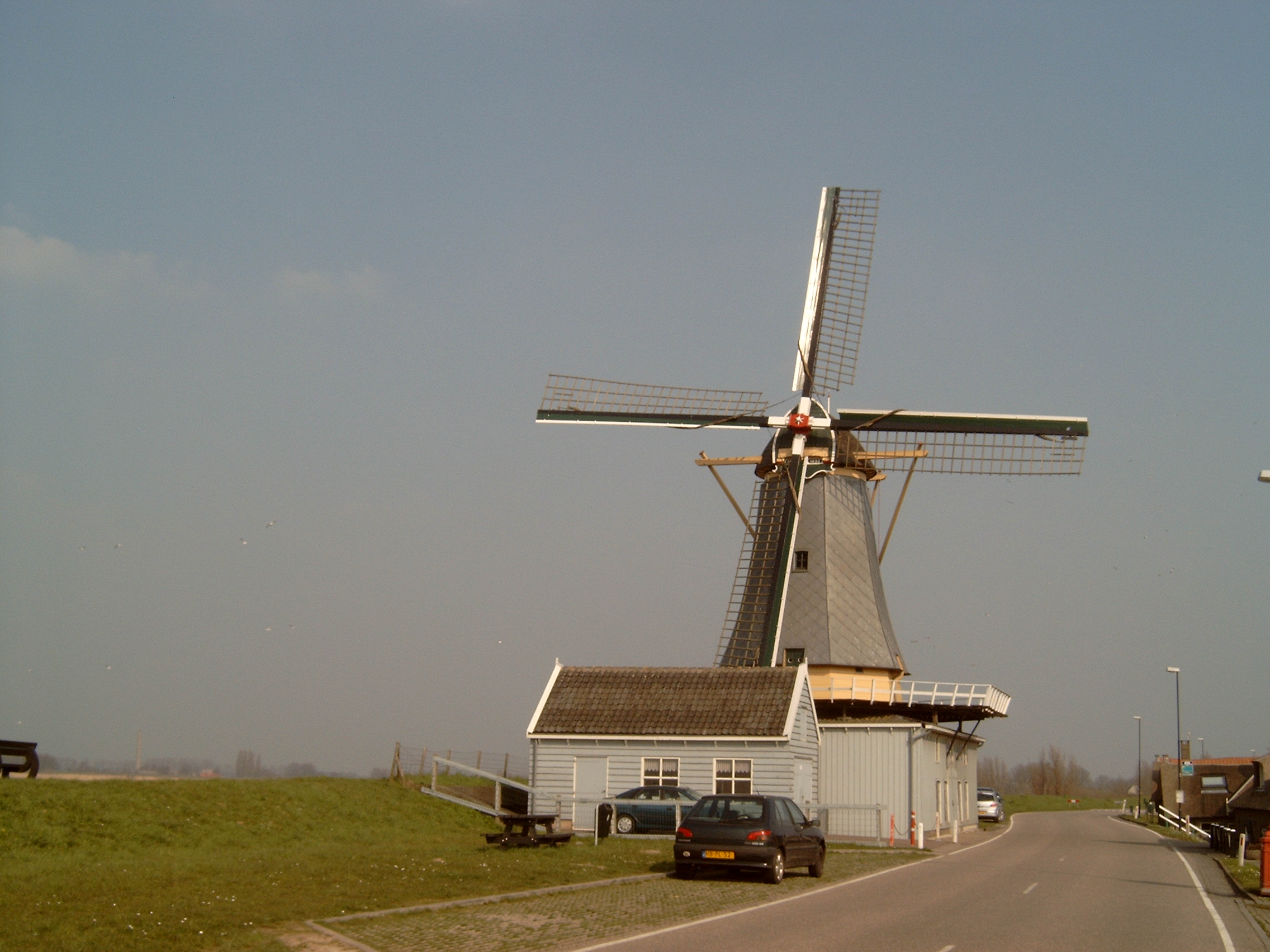
Streefkerk, moulin: molen de Liefde

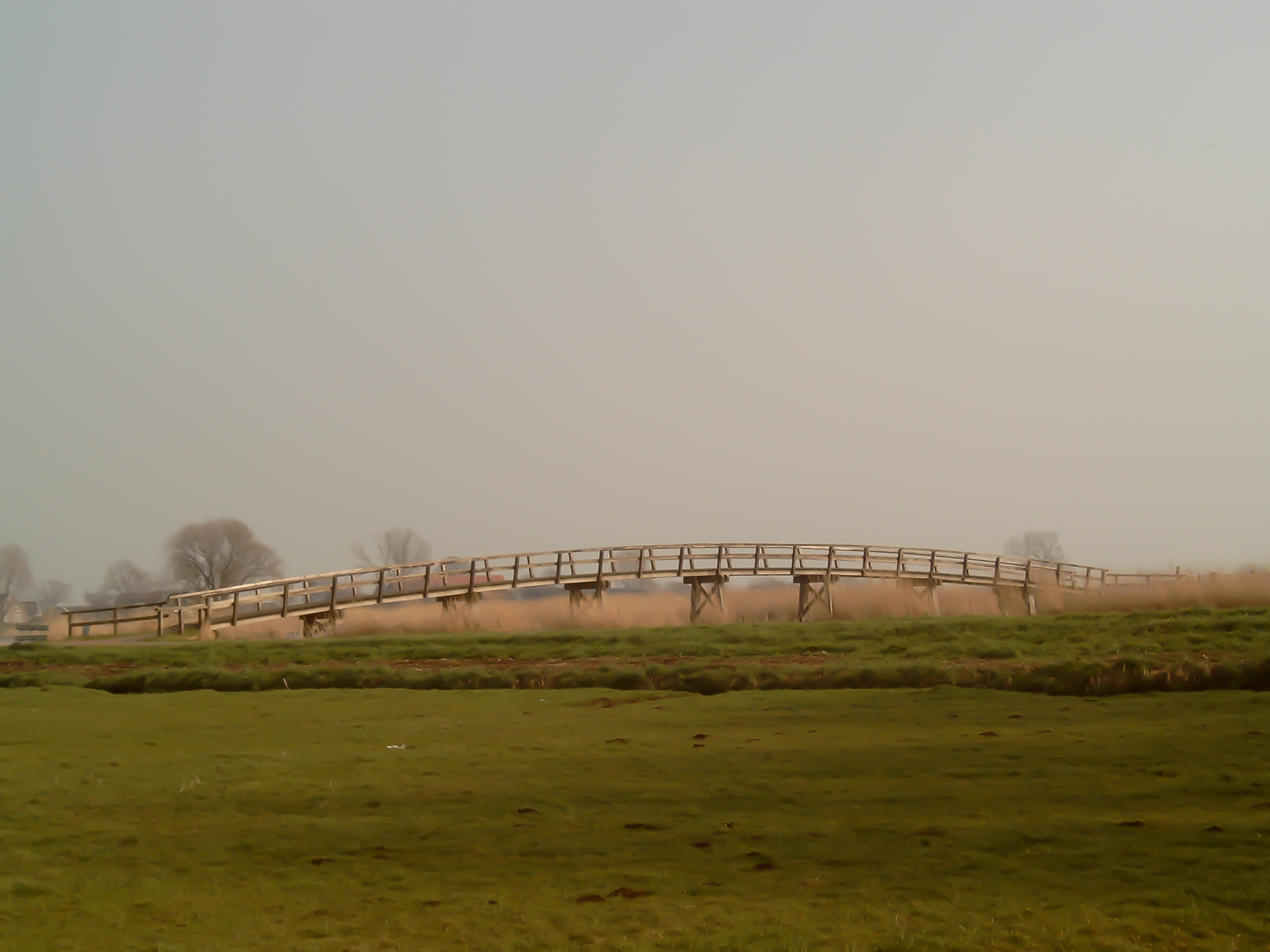
Streefkerk, pont pour vélos dans le polder